# Michael Dei-Anang
Michael Francis Dei-Anang (* 1909; † 1977) war ein ghanaischer Schriftsteller, Poet, Schreiber von Schauspielen und Novellist. Er wurde in Mampong-Akwapim geboren und besuchte das Achimota College in Ghana und später die University of London. Er war in der Zeit des politischen Umschwungs in Ghana für verschiedene Ministerien tätig und wurde nach dem Sturz von Ghanas erstem Präsidenten Kwame Nkrumah, mit dem er zusammengearbeitet hatte, für zwei Monate inhaftiert (1966).
Seine Arbeit und sein Werk spiegelt sein Interesse an ghanaischen Mythen und Traditionen wider, die er in seinem Werk verarbeitet. Besonders die Akan-Kultur bildet einen Schwerpunkt seines Schaffens. Nachdem er 1966 aus der Haft entlassen worden war, siedelte er in die USA über, wo er am College in Brockport lehrte.

## Werke
- Wayward Lines from Africa (1946)
- Cocoa Comes to Mampong: Brief Dramatic Sketches Based on the Story of Cocoa in the Gold Coast Schauspiel (1949)
- Africa Speaks (1959)
- Okomfo Anokye's Golden Stool, Schauspiel, (1960)
- Ghana Semitones, (1962)
- Ghana Glory: Poems on Ghana and Ghanaian Life, Gedichtsammlung, (1965)